# Bryson Tiller
Bryson Djuan Tiller, född 2 januari 1993 i Louisville i Kentucky, är en amerikansk sångare och rappare.

## Diskografi

### Studioalbum
- 2015 – Trapsoul
- 2017 – True to Self

### Mixtapes
- 2011 – Killer Instinct Vol.1